# ارزش رکورد
در آمار، یک ارزش رکورد (به انگلیسی: Record value) یا آماره رکورد بزرگ‌ترین یا کوچک‌ترین مقدار یک دنباله از متغیرهای تصادفی است. این نظریه شباهت زیادی به آنچه که در آماره ترتیبی بیان‌شده‌است، دارد. نخستین بار کاندلر (K. N. Chandler) این واژه را به سال ۱۹۵۲ به کار برد.